# (9237) 1997 GY7
A (9237) 1997 GY7 a Naprendszer kisbolygóövében található aszteroida. A LINEAR program keretében fedezték fel 1997. április 2-án.